# Dan Jennings
Pour le dirigeant de baseball, voir Dan Jennings (directeur général).
Daniel Lee Jennings (né le 17 avril 1987 à Berkeley, Californie, États-Unis) est un ancien lanceur de relève gaucher de la Ligue majeure de baseball.

## Carrière

### Marlins de Miami
Athlète évoluant à l'université du Nebraska–Lincoln, Dan Jennings est un choix de neuvième ronde des Marlins de Miami en 2008. Il fait ses débuts dans le baseball majeur le 30 avril 2012 avec les Marlins. Il remporte sa première victoire en carrière le 25 mai sur les Giants de San Francisco.
Jennings maintient une moyenne de points mérités de 2,43 en 100 manches lancées au total pour les Marlins de 2012 à 2014. Il se distingue particulièrement à sa dernière saison à Miami, où il maintient sa moyenne à seulement 1,34 en 40 manches et un tiers lancées lors de 47 apparitions au monticule.

### White Sox de Chicago
Le 11 décembre 2014, les Marlins échangent Jennings aux White Sox de Chicago contre le lanceur droitier Andre Rienzo.
Jennings évolue pour les White Sox pour un peu plus de deux ans et demi. Sa moyenne de points mérités s'élève à 3,12 en 161 manches et un tiers lancées au total lors de 165 matchs des Sox de 2015 à 2017. Il est particulièrement efficace en 2016 avec une moyenne d'à peine 2,08 points mérités accordés par match, en 60 manches et deux tiers lancées.

### Rays de Tampa Bay
Le 27 juillet 2017, les White Sox de Chicago échangent Dan Jennings aux Rays de Tampa Bay pour le joueur de premier but des ligues mineures Casey Gillaspie.